# A Pitfall of the Installment Plan
A Pitfall of the Installment Plan è un cortometraggio muto del 1913. Il nome del regista non viene riportato nei credit del film.

## Produzione
Il film fu prodotto dalla Flying A (American Film Manufacturing Company).

## Distribuzione
Distribuito dalla Mutual Film, il film - un cortometraggio in due bobine - uscì nelle sale cinematografiche USA il 6 ottobre 1913. Venne distribuito anche nel Regno Unito, dove uscì il 4 dicembre di quello stesso anno.